# Ngerekebesang
Ngerekebesang – wyspa, znajdująca się w północno-wschodniej części Palau, w jednostce administracyjnej Koror.

## Opis
Powierzchnia wyspy obejmuje 2,44 km². Obszar wyspy Ngerekebesang jest niemal w całości pokryty dżunglą. Na wyspie znajduje się miasto Meyuns. Klimat jest tropikalny i subtropikalny. Średnia temperatura to 24°C. Najcieplejszym miesiącem jest kwiecień, mający temperaturę 26°C, a najzimniejszym luty, o temperaturze 22°C. Najbardziej deszczowym miesiącem jest czerwiec, z 520 l/m2, a najmniej deszczowym – marzec, z 185 l/m2.